# Gewichtheffen op de Olympische Zomerspelen 2016 – Klasse tot 56 kilogram mannen
Het gewichtheffen in de klasse tot 56 kilogram voor mannen op de Olympische Zomerspelen 2016 vond plaats op zondag 7 augustus. Regerend olympisch kampioen was Om Yun-chol uit Noord-Korea. Hij komt tijdens deze Spelen in actie en kan derhalve zijn titel verdedigen. De totale score die een gewichtheffer behaalt is de som van zijn beste resultaten in het trekken en het voorslaan en uitstoten, met de mogelijkheid tot drie pogingen in elk onderdeel. In deze gewichtsklasse doen achttien atleten mee, afkomstig uit zestien verschillende landen: Thailand en Vietnam zijn tweemaal vertegenwoordigd.

## Records
Voorafgaand aan het toernooi waren dit de wereldrecords en de olympische records.
| Wereldrecord     | Trekken | Wu Jingbiao | 139 kg | Houston | 21 november 2015  |
| Wereldrecord     | Stoten  | Om Yun-chol | 171 kg | Houston | 21 november 2015  |
| Wereldrecord     | Totaal  | Halil Mutlu | 305 kg | Sydney  | 16 september 2000 |
| Olympisch record | Trekken | Halil Mutlu | 137 kg | Sydney  | 16 september 2000 |
| Olympisch record | Stoten  | Om Yun-chol | 168 kg | Londen  | 29 juli 2012      |
| Olympisch record | Totaal  | Halil Mutlu | 305 kg | Sydney  | 16 september 2000 |

## Uitslag
| rang   | naam                      | land                   | groep | gewicht | trekken (kg) | trekken (kg) | trekken (kg) | trekken (kg) | stoten (kg) | stoten (kg) | stoten (kg) | stoten (kg) | totaal |
| rang   | naam                      | land                   | groep | gewicht | 1            | 2            | 3            | Score        | 1           | 2           | 3           | Score       | totaal |
| ------ | ------------------------- | ---------------------- | ----- | ------- | ------------ | ------------ | ------------ | ------------ | ----------- | ----------- | ----------- | ----------- | ------ |
| Goud   | Long Qingquan             | China                  | A     | 55.68   | 132          | 135          | 137          | 137          | 161         | 166         | 170         | 170 OR      | 307 WR |
| Zilver | Om Yun-chol               | Noord-Korea            | A     | 55.57   | 128          | 132          | 134          | 134          | 165         | 169         | 169         | 169         | 303    |
| Brons  | Sinphet Kruaithong        | Thailand               | A     | 55.43   | 125          | 131          | 132          | 132          | 154         | 157         | 161         | 157         | 289    |
| 4      | Arli Chontey              | Kazachstan             | A     | 55.64   | 125          | 130          | 132          | 130          | 148         | 153         | 154         | 148         | 278    |
| 5      | Tran Le Quoc Toan         | Vietnam                | A     | 55.85   | 117          | 121          | 123          | 121          | 148         | 154         | 157         | 154         | 275    |
| 6      | Habib de las Salas        | Colombia               | A     | 55.84   | 113          | 116          | 119          | 119          | 143         | 147         | 150         | 147         | 266    |
| 7      | Mirco Scarantino          | Italië                 | A     | 55.91   | 115          | 115          | 120          | 115          | 143         | 146         | 149         | 149         | 264    |
| 8      | Luis Alberto Garcia Brito | Dominicaanse Republiek | B     | 55,56   | 110          | 115          | 118          | 118          | 140         | 145         | 145         | 145         | 263    |
| 9      | Witoon Mingmoon           | Thailand               | A     | 55.67   | 113          | 113          | 116          | 113          | 148         | 151         | 151         | 148         | 261    |
| 10     | Edgar Pineda Zeta         | Guatemala              | B     | 56,00   | 103          | 108          | 111          | 108          | 140         | 140         | 143         | 143         | 251    |
| 11     | Hiroaki Takao             | Japan                  | B     | 55,90   | 108          | 111          | 111          | 111          | 134         | 138         | 138         | 138         | 249    |
| 12     | Tan Chi-chung             | Chinees Taipei         | B     | 55,89   | 110          | 110          | 110          | 110          | 131         | 135         | 138         | 138         | 248    |
| 13     | Manueli Tulo              | Fiji                   | B     | 55,81   | 103          | 106          | 109          | 106          | 130         | 136         | 139         | 136         | 242    |
| 14     | Tom Goegebuer             | België                 | B     | 55,74   | 107          | 111          | 113          | 111          | 126         | 130         | 133         | 130         | 241    |
| 15     | Elson Brechtefeld         | Nauru                  | B     | 55,62   | 95           | 98           | 101          | 98           | 120         | 125         | 125         | 125         | 223    |
| -      | Thach Kim Tuan            | Vietnam                | A     | 55.55   | 130          | 130          | 133          | 130          | 157         | 160         | 160         | -           | DNF    |
| -      | Nestor Colonia            | Filipijnen             | A     | 55.11   | 120          | 125          | 125          | 120          | 154         | 154         | 154         | -           | DNF    |
| -      | Josue Brachi Garcia       | Spanje                 | B     | 55,67   | 120          | 120          | 120          | -            | -           | -           | -           | -           | DNF    |
| -      | Chagnaadorj Usukhbayar    | Mongolië               | B     | 55,65   | 103          | 103          | 103          | -            | -           | -           | -           | -           | DNF    |